# Nokia 2.1
Nokia 2.1 — смартфон початкового рівня на Android Go, розроблений компанією HMD Global під брендом Nokia. Був представлений 29 травня 2018 року разом із Nokia 3.1 та Nokia 5.1. Також 4 лютого 2019 року ексклюзивно для американського оператора Verizon був представлений Nokia 2 V, що є перейменованим Nokia 2.1.

## Дизайн
Екран виконаний зі скла Corning Gorilla Glass 3, задня панель — з пластику, а рамка — з алюмінію. Nokia 2.1 захищений від бризок та пилу по стандарту IP52.
Знизу розміщений роз'єм microUSB та мікрофон, а зверху — 3,5 мм аудіороз'єм. Справа розміщені гойдалка регулювання гучності та кнопка блокування. На задній панелі розміщений блок основної камери з LED-спалахом та другий мікрофон. Під знімною задньою панеллю знаходяться слоти під 2 SIM-картки і карту пам'яті формату microSD до 128 ГБ.
В Україні Nokia 2.1 продавався в 3 кольорах: синій/мідний, синій/срібний та сірий/срібний.

## Технічні характеристики

### Апаратне забезпечення
Nokia 2.1 отримав процесор початкового рівня Qualcomm Snapdragon 425 з графічним процесором Adreno 308. Пристрій має 1 ГБ оперативної пам'яті типу LPDDR3 та 8 ГБ пам'яті постійного зберігання типу eMMC 5.1.
Смартфон отримав акумуляторну батарею об'ємом 4000 мА·год.
Також він має 5,5-дюймовий екран типу IPS LCD з роздільною здатністю HD (1280 × 720), співвідношенням сторін 16:9 та щільністю пікселів 267 ppi.
Nokia 2.1 отримав два мультимедійні динаміки, що розташовані на верхній та нижній рамках дисплея і утворюють ефект стерео. 
Смартфон отримав основну камеру 8 Мп з автофокусом та передню камеру на 5 Мп. Обидві камери вміють записувати відео в роздільній здатності 1080p@30fps.

### Програмне забезпечення
Nokia 2.1 був випущений на Android Go версії 8.1 Oreo. 21 лютого 2019 року був оновлений до Android 9 Pie, а 3 вересня 2020 року до — Android 10 (обидві Go edition).